# Anime in gioco
Anime in gioco è il primo album cover di Claudio Baglioni, pubblicato nel 1997 dalla Columbia.
Il titolo prende spunto dalla trasmissione televisiva Anima mia, trasmessa su Rai 2 e condotta da Fabio Fazio, nella quale Baglioni era ospite fisso ed ha eseguito tutte le canzoni presenti nel disco, insieme ad altre non pubblicate.

## Il disco
L'album rappresenta un'autentica rottura con la precedente discografia del cantautore romano. Non solo prima di allora non aveva inciso nessuna cover, ma in questo album sono presenti numerose canzoni del genere più corrivo, quasi tutte degli anni settanta, che erano l'argomento principale della trasmissione, perlopiù molto lontane dallo stile proprio di Baglioni, per il quale l'artista aveva conquistato il vasto pubblico. La squadra di musicisti che lo accompagna è pressoché immutata, mantenendo dunque il suono dei suoi ultimi lavori.
Molti dei brani vengono interpretati in duetto con altri artisti, che spesso prestano la loro voce all'interno di brani atipici rispetto ai rispettivi standard musicali dei loro repertori. Nel complesso la maggior parte dei brani risente dell'atmosfera semiseria con la quale sono stati ripercorsi dieci anni di storia e di costume, con numerosissime citazioni disseminate qua e là tra gli arrangiamenti, non sempre pertinenti al tema della trasmissione. L'album ha venduto oltre 350 000 copie.

## Tracce
Lato A
1. Ma che musica maestro – 3:11 (testo: Sergio Paolini, Stelio Silvestri – musica: Franco Pisano)
2. Anima mia – 5:12 (testo: Antonello de Sanctis – musica: Flavio Paulin, Ivano Michetti)
3. Orzowei – 3:28 (testo: Cesare De Natale, Susan Duncan Smith – musica: Guido De Angelis, Maurizio De Angelis) – con Natalia Estrada
4. E, la vita la vita – 4:30 (testo: Renato Pozzetto – musica: Enzo Jannacci) – con Enzo Jannacci
5. Heidi – 5:26 (testo: Christian Bruhn – musica: Christian Bruhn, Franco Migliacci)

Lato B
1. Chissà se va – 2:48 (testo: Franco Castellano, Giuseppe Moccia – musica: Franco Pisano)
2. Donna Felicità – 3:09 (testo: Andrea Lo Vecchio, Roberto Vecchioni – musica: Renato Pareti) – con Roberto Vecchioni
3. O-Ba-Ba-Luu-Ba – 2:52 (testo: Mario Amendola, Franco Castellano, Bruno Corbucci – musica: Franco Pisano)
4. Pippi Calzelunghe – 3:31 (Jan Johansson, Phersu) – con Riccardo Cocciante
5. El pueblo unido – 4:14 (testo: Sergio Ortega, Eduardo Corrasco, Quilapayun – musica: Sergio Ortega) – con gli Inti Illimani

Lato C
1. Felicità ta-ta – 3:00 (testo: Gianni Boncompagni, Dino Verde – musica: Gianni Boncompagni, Paolo Ormi)
2. Buonasera dottore – 3:34 (testo: Paolo Limiti – musica: Shel Shapiro)
3. Figli delle stelle – 4:25 (Alan Sorrenti) – con Alan Sorrenti
4. Sandokan – 3:29 (testo: Cesare De Natale, Susan Duncan Smith, Sergio Sollima – musica: Guido De Angelis, Maurizio De Angelis)
5. Il nostro concerto – 6:03 (testo: Giorgio Calabrese – musica: Umberto Bindi) – con Orietta Berti

Lato D
1. Vieni via con me (Taratapunzi-e...) – 3:11 (testo: Marcello Marchesi, Dino Verde – musica: Enrico Simonetti, Pippo Baudo)
2. Ufo Robot – 3:07 (testo: Luigi Albertelli – musica: Vincenzo Tempera, Ares Tavolazzi)
3. Canzone intelligente – 3:45 (testo: Aurelio Ponzoni, Renato Pozzetto – musica: Enzo Jannacci) – con i Cugini di Campagna
4. Na-no Na-no – 4:22 (testo: Luigi Albertelli, Oreste Lionello – musica: Vincenzo Tempera) – con Fabio Fazio
5. Giù la testa – 3:28 (Ennio Morricone)

## Formazione
- Claudio Baglioni - voce e tastiera
- Paolo Gianolio - chitarra, basso, programmazione e tastiera
- Gavin Harrison - batteria e percussioni
- Walter Savelli, Danilo Rea - tastiera
- Antonella Pepe, Moreno Ferrara, Silvio Pozzoli - cori

## Classifiche

### Classifiche settimanali
| Classifica (1997) | Posizione |
| ----------------- | --------- |
| Europa            | 20        |
| Italia            | 1         |

### Classifiche di fine anno
| Classifica (1997) | Posizione |
| ----------------- | --------- |
| Italia            | 22        |